# Daniel Carriço
Daniel Filipe Martins Carriço (Cascais, Cascais, 4 de agosto de 1988) é um jogador de futebol português que atua como zagueiro. Atualmente, está sem clube.

## Carreira
Daniel Carriço iniciou a sua carreira nas camadas jovens do Grupo Desportivo Estoril Praia, tendo depois ingressado no Sporting Clube de Portugal. Mais tarde, depois de completar o processo de formação na equipa lisboeta, viria a ser emprestado ao Olhanense e ao Athlitiki Enosis Lemesou, do Chipre para adquirir tempo de jogo. Assinou o seu primeiro contrato profissional em 2007 com o Sporting, cuja duração era de 3 anos (até 2010).
A época de 2008/2009 marca o início da sua afirmação na equipa principal do Sporting, tendo atingido o estatuto de titular no onze. Começou a época 2010/2011 como capitão da equipa. Tem uma cláusula de rescisão de 20 milhões de euros.
A 31 de Dezembro de 2012 Daniel Carriço transfere-se para o Reading, de Inglaterra, transferência essa no valor de 750 mil euros.
Em 20 de julho de 2013 é anunciado oficialmente jogador do Sevilla.
Em 2020, Carriço transfere-se para o Wuhan Zall, onde fez 30 jogos. 
Em 22 de agosto de 2021, Carriço volta a Espanha, para jogar no Almería. Rescindiu contrato com o clube andaluz em 19 de julho de 2022.
Daniel Carriço é casado com Andreia Guerreiro, sendo que, dessa união, resultou um filho.

## Títulos
Sporting
- Supertaça Cândido de Oliveira: 2008[4]

Sevilla
- Liga Europa: 2013–14, 2014–15, 2015–16, 2019–20[4]
- Supercopa Euroamericana: 2016[4]

Almería
- Segunda Divisão Espanhola: 2021–22[4]